# Сьомін Василь Дмитрович
Василь Дмитрович Сьомін (1903, село Булатниково Муромського повіту Владимирської губернії, тепер Владимирської області, Російська Федерація — ?, місто Москва, Російська Федерація) — радянський діяч, голова Псковського облвиконкому. Депутат Верховної ради СРСР 2-го скликання.

## Біографія
З 1915 року — розсильний волосної управи (волосного виконавчого комітету). З січня 1919 до квітні 1920 року — секретар волосного відділу народної освіти. Потім — інструктор з позашкільної освіти, завідувач районної бібліотечної бази.
Член ВКП(б).
У 1927 році закінчив Комуністично-просвітницький інститут імені Крупської.
З 1927 до 1935 року працював в органах політичної освіти міста Ленінграда.
У 1935 — червні 1939 року — інструктор, заступник завідувача відділу, завідувач відділу культурно-просвітницької роботи Ленінградського обласного комітету ВКП(б).
У червні 1939 — вересні 1944 року — заступник голови виконавчого комітету Ленінградської обласної ради депутатів трудящих.
У вересні 1944 — травні 1947 року — голова виконавчого комітету Псковської обласної ради депутатів трудящих.
З травня 1947 року — в розпорядженні Ради міністрів Російської РФСР.
Помер у Москві.

## Нагороди
- орден Леніна (.03.1943)
- орден Вітчизняної війни ІІ ст.
- медалі